# Seznam děl Clauda Debussyho
Toto je seznam skladeb Clauda Debussyho, který byl sestaven podle katalogu Françoise Lesurea z roku 1977.
Protože Debussy svým skladbám nedával opusová čísla (s výjimkovou Smyčcového kvartetu op. 10) musel být seznam vytvořen.

## L 1 – L 50
- L 1, Ballade a la lune: C'était dans la nuit brune pro zpěv a klavír (1879)
- L 2, Madrid: Madrid, princesse des Espagnes pro zpěv a klavír (1879)
- L 3, Klavírní Trio G dur (1879)
- L 4, Nuits d'étoiles (Hvězdná noc): Nuit d'étoiles, sous tes voiles pro zpěv a klavír (1880)
- L 5, Caprice: Quand je baise, pâle de fievre pro zpěv a klavír (1880)
- L 6, Beau soir (Krásný večer): Lorsque au soleil couchant les rivieres sont roses pro zpěv a klavír (1880)
- L 7, Fleur des blés (Květ v obilí): Le long des blés que la brise fait onduler pro zpěv a klavír (1880)
- L 8, Rêverie (Snění): Le zéphir a la douce haleine pro zpěv a klavír (1880)
- L 9, Danse bohémienne pro klavír (1880)
- L 10, Symfonie pro čtyřruční klavír (1880)
- L 11, Souhait: Oh! quand la mort que rien ne saurait apaiser pro zpěv a klavír (1881)
- L 12, Triolet a Phillis [Zéphyr]: Si j'étais le zéphyr ailé (Vánek) pro zpěv a klavír (1881)
- L 13, Les roses: Lorsque le ciel de saphir pro zpěv a klavír (1881)
- L 14, Séguidille: Un jupon serré sur les hanches pro zpěv a klavír (1881)
- L 15, Pierrot: Le bon Pierrot que la foule contemple pro zpěv a klavír (1881)
- L 16, Aimons-nous et dormons: Aimons-nous et dormons, sans songer au reste du monde pro zpěv a klavír (1881)
- L 17, Rondel chinois: Sur le lac bordé d'azalée pro zpěv a klavír (1881)
- L 18, Tragédie: Les petites fleurs n'ont pu vivre pro zpěv a klavír (1881)
- L 19, Jane: Je pâlis et tombe en langueur pro zpěv a klavír (1881)
- L 20, Daniel: Versez, que de l'ivresse. Aux accents d'allégresse kantáta pro tři sólisty a orchestr (1881)
- L 21, Fantoches: Scaramouche et Pulcinella pro zpěv a klavír (1882)
- L 22, Le lilas: O floraison divine des lilas pro zpěv a klavír (1882)
- L 23, Fête galante: Voila Sylvandre et Lycas et Myrtil pro zpěv a klavír (1882)
- L 24, Printemps (Jaro): Salut printemps, jeune saison pro ženský sbor a orchestr (1882)
- L 25, Flôts, palmes et sables: Loin des yeux du monde pro zpěv a klavír (1882)
- L 26, Nocturne et Scherzo pro klavír a violoncello (1882)
- L 27, Intermezzo pro violoncello a orchestr (1882)
- L 28, En sourdine: Calmes dans le demi-jour pro zpěv a klavír (1882)
- L 29, Mandoline: Les donneurs de sérénades pro zpěv a klavír (1882)
- L 30, Rondeau: Fut-il jamais douceur de cour pareille pro zpěv a klavír (1882)
- L 31, Pantomime: Pierrot qui n'a rien d'un Clitandre pro zpěv a klavír (1882)
- L 32, Clair de lune (Měsíční svit): Votre âme est un paysage choisi pro zpěv a klavír (1882)
- L 33, La fille aux cheveux de lin: Sur la luzerne en fleur pro zpěv a klavír (1882)
- L 34, Sérénade: Las, Colombine a fermé le volet pro zpěv a klavír (1882)
- L 35, Choeur des brises: Réveillez-vous, arbres des bois pro ženský sbor a capella (1882)
- L 36, Divertimento pro čtyřruční klavír (1882)
- L 37, Hymnis pro sólistu, sbor a orchestr (1882)
- L 38, Le triomphe de Bacchus pro čtyřruční klavír (1882)
- L 39, Coquetterie posthume: Quand je mourrai, que l'on me mette pro zpěv a klavír (1883)
- L 40, Invocation: Élevez-vous, voix de mon âme pro mužský sbor a orchestr (1883)
- L 41, Le gladiateur: Mort aux Romains, tuez jusqu'au dernier kantáta pro tři sólisty a orchestr (1883)
- L 42, Chanson espagnole: Tra la la… nous venions de voir le taureau duet, zpěv (1883)
- L 43, Romance [musique pour éventail]: Silence ineffable de l'heure pro zpěv a klavír (1883)
- L 44, Musique: La lune se levait, pure, mais plus glacée pro zpěv a klavír (1883)
- L 45, Paysage sentimental: Le ciel d'hiver si doux, si triste, si dormant pro zpěv a klavír (1883)
- L 46, L'archet: Elle avait de beaux cheveux blonds pro zpěv a klavír (1883)
- L 47, Chanson triste: On entend un chant sur l'eau dans la brume pro zpěv a klavír (1883)
- L 48, Fleur des eaux pro zpěv a klavír (1883)
- L 49, Églogue: Chanteurs mélodieux, habitants des buissons duet pro soprán a tenor, s klavírem (1883)
- L 50, Svita pro orchestr (klavírní úprava) (1883)
  - Fete 
  - Ballet 
  - Reve 
  - Bacchanale

## L 51 – L 100
- L 51, Diane au bois duet pro soprán a tenor, s klavírem (1883–1886)
- L 52, Romance: Voici que le printemps, ce fil léger d'avril pro zpěv a klavír (1884)
- L 53, Apparition (Zjevení): La lune s'attristait Des séraphins pro zpěv a klavír (1884)
- L 54, La romance d'Ariel: Au long de ces montagnes douces pro zpěv a klavír (1884)
- L 55, Regret: Devant le ciel d'été, tiede et calme pro zpěv a klavír (1884)
- L 56, Le printemps (Jaro): L'aimable printemps ramene dans la plaine pro čtyřhlasý sbor a orchestr (1884)
- L 57, L'enfant prodigue (Marnotratný syn) kantáta pro soprán, bariton, tenor a orchestr (1884)
- L 58, Barcarolle: Viens! l'heure est propice pro zpěv a klavír (1885)
- L 59, Zuleïma kantáta pro sbor a orchestr (1885–1886)
- L 60, Ariettes oubliées (Zapomenuté popěvky) pro zpěv a klavír (1885–1887)
  - C'est l'extase (Toť závrať): C'est l'extase langoureuse
  - Il pleure dans mon cour (V mém srdci to pláče): Il pleure dans mon cour comme il pleut sur la ville
  - L'ombre des arbres (Stín stromů): L'ombre de arbres dans la riviere embrumée
  - Chevaux de bois (Kolotoč): Tournez, tournez, bons chevaux de bois
  - Green (Zeleň): Voici des fruits, des fleurs, des feuilles
  - Spleen (Smutek): Les roses étaient toutes rouges
- L 61, Printemps (Jaro) v E dur pro sbor, klavír a orchestr (1887)
- L 62, La damoiselle élue (Vyvolená): La damoiselle élue s'appuyait sur la barriere d'or du ciel kantáta pro dva sólisty, ženský sbor a orchestr (1887–1888)
- L 63, Axel pro zpěv a klavír (1888)
- L 64, Cinq Poemes de Charles Baudelaire (Pět básní Ch. Baudelaira) pro zpěv a klavír (1887–1889)
  - Le balcon: Mere des souvenirs, maîtresse des maîtresses
  - Harmonie du soir (Harmonie večera): Voici venir les temps ou vibrant sur sa tige
  - Le jet d'eau (Vodotrysk): Tes beaux yeux sont las, pauvre amante
  - Recueillement (Rozjímání): Sois sage, ô ma douleur
  - La mort des amants (Smrt milenců): Nous aurons des lits pleins d'odeurs légeres
- L 65, Petite Suite (Malá suita) pro čtyřruční klavír (1886–1889)
  - En bateau (V loďce)
  - Cortege (Průvod)
  - Menuet
  - Ballet
- L 66, Deux Arabesques (Dvě arabesky) pro klavír (1888, 1891)
- L 67, Mazurka pro klavír (1890)
- L 68, Rêverie (Snění) pro klavír (1890)
- L 69, Tarantelle styrienne pro klavír (1890)
- L 70, Ballade slave pro klavír (1890)
- L 71, Valse romantique (Romantický valčík) pro klavír (1890)
- L 72, Rodrigue et Chimene opera (1890–1892)
- L 73, Fantaisie pro klavír a orchestr (1889–1890)
- L 74, La belle au bois dormant (Šípková Růženka): Des trous a son pourpoint vermeil pro zpěv a klavír (1890)
- L 75, Suite bergamasque (Bergmanská svita) pro klavír (1890-1905)
  - Prélude
  - Menuet
  - Clair de lune (Měsíční svit)
  - Passepied (Tanec)
- L 76, Les Angélus (Klekání): Cloches chrétiennes pour les matines pro zpěv a klavír (1891)
- L 77, Marche écossaise sur un theme populaire pro čtyřruční klavír (1891)
- L 78, Dans le jardin (V zahradě): Je regardais dans le jardin pro zpěv a klavír (1891)
- L 79, Romances pro zpěv a klavír (1891)
  - Romance: L'âme évaporée est souffrante
  - Les cloches (Zvony): Les feuilles s'ouvraient sur le bord des branches
- L 80, Fetes galantes (Galantní slavnosti), Díl 1, pro zpěv a klavír
  - En sourdine (S dusítkem): Calmes dans le demi-jour
  - Fantoches (Loutky): Scaramouche et Pulcinella
  - Clair de lune (Měsíční svit): Votre âme est un paysage choisi
- L 81, Mélodies pro zpěv a klavír (1891)
  - La mer est plus belle que les cathédrales (Moře je krásnější)
  - Le son du cor s'afflige vers les bois (Zvuk rohu teskní)
  - L'échelonnement des haies moutonne a l'infini (Ploty)
- L 82, Nocturno pro klavír (1892)
- L 83, Tři Scenes au crépuscule pro orchestr (1892–1893)
- L 84, Proses lyriques (Lyrické prózy) pro zpěv a klavír (1892–1893)
  - De reve (Snová): La nuit a des douceurs de femme
  - De greve (Pobřežní): Sur la mer les crépuscules tombent
  - De fleurs (Květinová): Dans l'ennui si désolément vert
  - De soir (Večerní): Dimanche sur les villes
- L 85, Smyčcový kvartet G dur (1893), Opus 10
- L 86, Prélude a l'apres-midi d'un faune (Předehra k faunovu odpoledni) (1894)
- L 87, Images inédites pro klavír (1894)
- L 88, Pelléas et Mélisande opera (1893–1902)
- L 89, La Saulaie pro bariton a orchestr (1896–1900)
- L 90, Chansons de Bilitis (Písně Bilitiny) pro zpěv a klavír (1897–1898)
  - La flute de pan (Panova flétna): Pour le jour des Hyacinthies
  - La chevelure (Vlasy): Il m'a dit «Cette nuit j'ai revé»
  - Le tombeau des Naiades (Hrob Najád): Le long du bois couvert de givre
- L 91, Nocturnes (Nokturna) pro orchestr (a ženský sbor v Sirenes) (1897–1899)
  - Nuages (Oblaka)
  - Fêtes (Slavnost)
  - Sirenes (Sirény)
- L 92, Trois Chansons de Charles d'Orléans (Tři písně Charlesa d'Orléans) pro čtyřhlasý smíšený sbor a cappella (1898–1908)
  - Dieu! qu'il la fait bon regarder! (Bože, jaký pěkný pohled!)
  - Quand j'ai ouy le tambourin sonner (Když jsem zaslechl bubínek)
  - Yver, vous n'estes qu'un villain... (Yvere, jste vy ale ničema...)
- L 93, Berceuse: Il était une fois une fée qui avait un beau sceptre pro zpěv bez doprovodu (1899)
- L 94, Nuits blanches: Tout a l'heure ses mains plus délicates pro zpěv a klavír (1899–1902)
- L 95, Pour le piano svita pro klavír (1894–1901)
  - Prélude
  - Sarabande
  - Toccata
- L 96, Hudba pro Chansons de Bilitis pro dvě flétny, dvě harfy a celestu
  - Chant pastoral
  - Les comparaisons
  - Les contes
  - Chanson
  - La partie d'osselets
  - Bilitis
  - Le tombeau sans nom
  - Les courtisanes égyptiennes
  - L'eau pure du bassin
  - La danseuse aux crotales
  - Le souvenir de Mnasidica
  - La pluie du matin
- L 97, Lindaraja pro dva klavíry (1901)
- L 98, Rapsodie pro altový saxofon a klavír nebo orchestr (1901–1911)
- L 99, D'un cahier d'esquisses pro klavír (1903)
- L 100, Estampes (Rytiny) pro klavír (1903)
  - Pagodes (Pagody)
  - La soirée dans Grenade (Večer v Grenadě)
  - Jardins sous la pluie (Zahrady v dešti)

## L 101 – L 141
- L 101, Le diable dans le beffroi (1902–1911)
- L 102, Chansons de France pro zpěv a klavír (1904)
  - Rondel: Le temps a laissié son manteau
  - La Grotte: Aupres de cette grotte sombre
  - Rondel: Pour ce que Plaisance est morte
- L 103, Danses (Tance) pro harfu a smyčcový kvintet (1904)
  - Danse sacrée (Tanec obřadný)
  - Danse profane (Tanec světský)
- L 104, Fetes galantes (Galantní zpěvy), Díl 2, pro zpěv a klavír (1904)
  - Les ingénus (Naivkové):Les hauts talons luttaient avec les longues jupes
  - Le faune (Faun): Un vieux faune de terre cuite
  - Colloque sentimental (Sentimentální rozhovor): Dans le vieux parc solitaire et glacé
- L 105, Masques (Masky) pro klavír (1904)
- L 106, L'Isle Joyeuse pro klavír (1904)
- L 107, Le roi Lear pro orchestr (1904)
- L 108, Piece pour piano pro klavír (1904)
- L 109, La Mer (Moře) pro orchestr (1903–1905)
  - De l'aube à midi sur la mer (Od jitra do poledne na moři)
  - Jeux de vagues (Hra vln)
  -  Dialogue du vent et de la mer (Rozhovor větru s mořem)
- L 110, Images (Obrazy), Díl 1, pro klavír (1905)
  - Reflets dans l'eau (Odrazy ve vodě)
  - Hommage a Rameau (Pocta Rameauovi)
  - Mouvement (Pohyb)
- L 111, Images (Obrazy), Díl 2, pro klavír (1907)
  - Cloches a travers les feuilles (Zvony pronikající listím)
  - Et la lune descend sur le temple qui fut (A luna sestupuje na bývalý chrám)
  - Poisson d'or (Zlaté rybky)
- L 112, La chute de la maison Usher (1908–1917)
- L 113, Children's Corner (Dětský koutek) pro klavír (1906–1908)
- L 114, Le Petit Negre pro klavír (1909)
- L 115, Hommage a Joseph Haydn (Pocta J. Haydnovi) pro klavír (1909)
- L 116, Premiere Rhapsodie (První rapsodie) pro klarinet a klavír nebo orchestr (1909–1910)
- L 117, Douze Préludes (Dvanáct preludií), Kniha 1, pro klavír (1909–1910)
- L 118, Le promenoir des deux amants pro zpěv a klavír
  - Aupres de cette grotte sombre
  - Crois mon conseil, chere Climene
  - Je tremble en voyant ton visage
- L 119, Ballades de François Villon pro zpěv a klavír (1910)
  - Ballade de Villon a s'Amye: Faulse beauté qui tant me couste cher
  - Ballade que Villon feit a la requeste de sa mere pour prier Nostre Dame: Dame du ciel, régente terrienne
  - Ballade des femmes de Paris: Quoy qu'on tient belles langagieres
- L 120, Petite piece pro klarinet a klavír nebo orchestr (1910)
- L 121, La plus que lente (Moc pomalý valčík) pro klavír (1910)
- L 122, Images (Obrazy), Díl 3, pro orchestr
  - Gigues (1909–1912)
  - Ibéria (1905–1908)
  - Rondes du printemps (Jarní ronda)
- L 123, Douze Préludes (Dvanáct preludií), Kniha 2, pro klavír (1912–1913)
- L 124, Le martyre de Saint Sébastien (1911)
- L 125, Khamma balet (1911–1912)
- L 126, Jeux (Hry) balet (1912–1913)
- L 127, Trois Poémes de Stéphane Mallarmé pro zpěv a klavír (1913)
  - Soupir (Vzdech): Mon âme vers ton front ou reve, ô calme sour
  - Placet futile (Nicotná žádost): Princesse! A jalouser le destin d'une Hébé
  - Évantail (Vějíř): Ô reveuse pour que je plonge
- L 128, La boîte a joujoux balet (1913)
- L 129, Syrinx pro flétnu (1913)
- L 130, Le palais du silence ou NO-JA-LI balet (1914)
- L 131, Six Épigraphes antiques (Šest antických epigrafů)  pro čtyřruční klavír (1914)
  - Pour invoquer Pan, dieu du vent d'été (K vzývání Pana, boha letního větru)
  - Pour un tombeau sans nom (Pro bezejmenný hrob)
  - Pour que la nuit soit propice (Aby noc byla příznivá)
  - Pour la danseuse aux crotales (Pro tanečnici s chřestýši)
  - Pour l'Egyptienne (Egypťance)
  - Pour remercier la pluie au matin (Dík rannímu dešti)
- L 132, Berceuse héroique (Hrdinská ukolébavka) pro klavír (1914)
- L 133, Piece pour le Vetement du blessé pro klavír (1915)
- L 134, En blanc et noir (V bílém a černém) pro dva klavíry (1915)
- L 135, Sonáta pro violoncello a klavír (1915)
- L 136, Douze Études (Dvanáct etud) pro klavír (1915)
  - Pour les cinq doigts
  - Pour les tierces
  - Pour les quartes
  - Pour les sixtes
  - Pour les octaves
  - Pour les huit doigts
  - Pour les degrés chromatiques
  - Pour les agréments
  - Pour les notes répétées
  - Pour les sonorités opposées
  - Pour les arpeges composés
  - Pour les accords
- L 137, Sonáta pro flétnu, violu a harfu (1915)
- L 138, Elégie pro klavír (1915)
- L 139, Noël des enfants qui n'ont plus de maison: Nous n'avons plus de maison pro zpěv a klavír (1915)
- L 140, Sonáta pro housle a klavír (1916–1917)
- L 141, Ode a la France: Les troupeaux vont par les champs désertés pro soprán, smíšený sbor a orchestr (1916–1917)

## Skladby bez Lesurova čísla
- Les soirs illuminés par l'ardeur du charbon pro klavír (1917)